# Second Coming (Stryper)
Second Coming è il nono album in studio del gruppo musicale christian metal/hard rock statunitense Stryper, pubblicato nel 2013.

## Tracce
1. Loud 'n' Clear – 3:46
2. Loving You – 4:27
3. Soldiers Under Command – 5:08
4. Makes Me Wanna Sing – 2:50
5. First Love – 5:22
6. The Rock That Makes Me Roll – 4:53
7. Reach Out – 5:24
8. Surrender – 4:18
9. To Hell with the Devil – 4:06
10. Calling on You – 3:41
11. Free – 3:41
12. The Way – 3:37
13. Sing Along Song – 4:23
14. More Than a Man – 4:33
15. Bleeding from Inside Out – 3:44
16. Blackened – 3:08

## Formazione
- Michael Sweet - voce, chitarra
- Robert Sweet - batteria, percussioni
- Oz Fox - chitarra, voce
- Tim Gaines - basso, voce